# 변화관리
변화 관리(變化管理, Change management)란 기업에 일어나는 중대한 변화를 기업 성과가 향상되는 방향으로 관리하는 것을 말한다.실무적으로는 조직이 어떤 목적을 달성하기 위해 취한 변화에 의해 조직의 구성원이 영향을 받아 조직의 성과 저하가 예상될 때 취하는 조직 대상 관리 프로그램들을 말한다. 따라서 변화 관리는 혁
신을 추구하면서 병행적으로 수행해야 하는 관리 업무라 할 수 있다.
변화 관리는 이러한 성과 하락의 폭과 깊이를 줄이고 지속적인 성과 향상으로 이어지게 하는 혁신 관리 활동이며, 이러한 혁신 추진 과정상의 문제는 대부분의 조직이 겪는 문제이므로 조직을 변화 관리의 대상으로 정하게 된다.
고객의 욕구변화, 경쟁의 심화, 정보기술의 발달, 노동력 구성의 변화, 조직 구성원들의 불만 증가 등과 같은 내·외적 환경특성이 바뀌면 기업은 경쟁적 우위를 확보하기 위해 조직의 전략, 구조, 시스템, 그리고 문화를 바꾸어야 한다. 이 때 중요한 것은 조직의 구성요소들을 변화된 경영환경의 특성과 적합한 방향으로 통합해 상호 조화를 이루도록 하는 것이다. 조직의 구성요소들은 상호 조화를 이루며 유기적으로 연결돼있다. 따라서 하나의 구성요소가 변화하게 되면 다른 구성요소들과 불균형 상태에 이르게 되어 기존의 조화상태를 파괴한다. 이같이 하나의 구성요소에서 변화가 다른 구성요소들의 균형을 파괴하는 파급효과를 관리하는 것이 변화관리에서 가장 주의를 기울여야 하는 과제이다. 그러나 변화관리에서 전체적인 균형을 잡는 것은 고정된 관계 내에서 이뤄지는 것이 아니라 마치 모빌(mobile)에서와 같이 상호 동태적으로 연결되어 있는 관계 내에서 이뤄지는 것이다. 따라서 변화관리는 변화의 역동성(dynamics)을 관리하는 것이다. 이러한 점에서 변화관리는 과거에 경영자들이 다뤄온 경영과제와 다르기 때문에 많은 경영자들이 수행하는데 어려움을 느낄 것이다. 피터 드러커 (Peter Ferdinand Drucker)는 이 세상에서 변화하지 않는 유일한 것은 모든 것이 항상 변화한다는 사실 한가지라고 주장했다. 이렇듯 이러한 변화의 시대에 변화를 생활화하고 체계적으로 관리하는 것은 기업의 성장과 더불어 생존에 필수적이다. 이러한 점에서 볼 때, 경쟁사에 비해 더 빠르고 더 효과적으로 경영환경의 변화에 대응해 조직을 변화시키는 것은 매우 중요하다. 성공을 원하는 기업은 체계적인 반드시 변화관리 프로세스를 가지고 있어야 한다. 더군다나 최근 기업이 직면하는 변화는 기존의 시스템 내에서 부분적으로 변화하는 점진적 변화가 아니라, 기존의 시스템 자체에 대한 변화를 포함하는 변혁적 변화이며 그 빈도나 강도에 있어서도 훨씬 더 높은 수준으로 일어나고 있다.
성공적인 조직변화를 위해서는 기본적으로 3가지 요소가 필수적이다. 첫 번째는 현 상황에 대한 불만이나 변화의 필요성에 대한 인식으로, 이는 조직변화를 위한 자극 또는 동기유발의 요인이 된다. 두 번째는 새로운 상황에 적합한 달성 가능한 비전 설정으로, 이는 조직변화의 방향 및 가능성을 명확히 해준다. 세 번째는 성공에 대한 신념과 함께 실천을 위한 명확한 아이디어 도출로, 이는 실천계획과 함께 조직변화의 지원세력으로 작용하게 된다. 이들 세 가지 요소가 모두 갖춰져야만 성공적인 조직변화가 가능하며 이 중 어떤 한 가지 요소라도 결핍되는 경우 조직변화는 성공할 수 없다. 구성원 모두가 변화의 필요성에 대해 공감하고 기업의 새로운 비전을 받아들이며 이에 맞춰 자신의 태도와 가치관을 변화시킴으로써 비로소 변화가 시작되는 것이다. 스스로 생각하고 행동하는 방식을 바꿈에 따라 기업의 변화프로그램에 몰입하게 되고 성공적인 변화가 이뤄진다. 이러한 구성원 개개인들의 사고방식과 행동양식의 변화는 조직의 전략, 구조, 시스템, 그리고 문화가 한 방향으로 정렬될 때, 다시 말해 상호 유기적으로 연결된 관계로 보고 전체적인 균형을 이루도록 할 때 가능하다.
변화관리는 환경과 조직, 그리고 조직의 구성 요소들 간에 정렬을 시키는 지속적인 과정이며 궁극적인 변화의 대상은 구성원 개개인이다. 성공적인 변화관리를 위해서는 모든 부분들이 서로 의사소통해 조직의 다양한 부분들이 어떻게 상호 작용하는지에 대한 인식을 공유하게 하고, 새로운 균형이 모든 부분에 공통적으로 적용될 것이라는 믿음과 함께 변화에 대한 주도적 역할을 부여하는 것이 중요하다. 변화관리는 단기적인 치유책이 아니라 장기적으로 구성원들의 변화를 유도해내야 하는 지속적인 과정이다.

## 변화관리의 중요성
최근 변화란 선택의 문제가 아닌 생존의 문제로 대두되고 있다. 특히 기업의 경우 변화의 격동기를 맞이하여 변화에 대한 의지가 매우 강력하다. 기업은 일종의 사회적 유기체로서 성과향상 또는 수익성 제고를 위해 끊임없이 자발적으로 변해 나가야 한다. 더욱이, 요즈음 국내 기업은 또 다른 변화에 직면하고 있다. 기업의 인수 및 합병, 대규모 사업교환, 분사, 기업결합, 대기업으로부터의 분리 독립 등으로 인해 기업은 많은 변화에 직면하고 있다. 현재의 환경변화는 변화의 정도(Degree of Change), 변화의 속도(Speed of Change), 변화의 방향 (Direction of Change) 면에서 과거와는 다르다. 이런 단절적인 변화를 가져온 변화의 주요 동인은 글로벌 경쟁, 기술 혁명, 소비자 욕구의 다양성 등이다.
자유화, 개방화 등에 따른 제도적인 장벽의 해체, 국제자본의 자유로운 이동, 인터넷의 발달로 야기된 글로벌 경쟁은 경쟁게임의 룰을 전혀 다르게 변화시켰다. 글로벌 경쟁 시대에는 국내/지역시장을 기반으로 한 기업들이라도 세계적인 기업과의 경쟁에 직면해야 한다. 세계최고 수준의 경쟁력을 보유하지 못하면 생존을 위협받는다. 자본시장은 기업에게 높은 수익성과 미래 성장 가능성 확보를 기대한다. 이 요구에 부응하지 못한 기업은 시장가치의 하락을 막을 수 없고 도태하게 된다. 모든 기업에 있어 기업가치(시장가치)의 증대는 긴급한 과제이다.
디지털 기술의 발달이 야기한 기술 혁명은 전혀 새로운 방식의 가치창조를 가능케 했고 기업경영의 시스템을 빠른 속도로 변화시키고 있다. 이 변화를 신속하게 기업 경영에 접합시키지 못하는 기업은 가치증대 능력 감소는 물론이고 생존 가능성도 감소한다. 기업가치 창출의 많은 부분이 지식 기반, 무형 자산 기반, 기술 및 인터넷 기반 등 비전통적인 새로운 사업모델(Business Model)에서 이뤄지고 있다. 환경에 성공적으로 적응하기 위해서는 기업 내부의 각 기능/ 사업간 연결방식은 물론, 기업의 경계를 다시 정의하고 내·외부 참가자 간의 가치 네트워크를 재구축하는 등 새로운 사업시스템(Business System)이 필요하다.
고객 욕구가 점점 더 다양화됨에 따라 고객의 요구를 충족하고 진정한 고객가치 창출에 성공한 기업만이 생존하게 된다. 최근의 소비자들은 단순히 제품이나 상품을 소비하기 보다는 상품·서비스와 관련된 총체적인 경험을 구매한다. 그런데 고객이 원하는 가치는 고객의 삶의 방식과 경험에 따라 다르다. 따라서 선택의 권한을 포함한 시장에서의 힘(Power)의 균형이 고객에게로 옮겨지고 있는 상황에서 고객을 이해하고 고객과의 관계를 기업가치의 증대로 연결시키기 위해서는 탁월한 고객가치 제안 (Value Proposition)이 필수적이다.
그 동안 기업에서 변화를 추진하려는 노력이 없지는 않았다. 오히려 적절한 실제 성과를 내지 못한 채 너무나 비효율적으로 추진된 경우가 많았다. 문제는 경영진이 강도 높은 변화를 요구할 때마다, 많은 구성원들은 변화 노력의 요구가 적어도 1년 또는 길어야 2~3년 동안 일시적으로 지속되다가 끝날 것으로 인식하는 데에 있다. 결국 많은 변화의 노력은 실패하거나 소기의 목적을 달성하지 못했다. 그러나 변화의 시기를 맞이하여 빠르게 변하고 있는 상황 속에서 기업의 변화관리의 중요성은 점점 커지고 있다.

## 역사

### 1960년대
에버렛 로저스(Everett Rogers)는 1962년에 《혁신의 확산(Diffusion of Innovation)》이라는 책을 썼다. 2003년에 사람들이 어떻게 새로운 개념과 기술을 받아들이는지에 대해서 5000번도 더 넘은 통계학적 연구보고가 있었던 때에 이 책의 5개의 개정판이 출판되었다. 《혁신의 확산》에서 교배종옥수수 종자에 대한 과학적 연구는 우리가 흔히 사람들을 여러 집단으로 분류하는 방식으로 이어졌다. 그 집단은 혁신자들(Innovators), 조기 수용자들(Early Adopters), 조기다수자(Early Majority), 후기다수자들과 느림보들(Late Majority and Laggards), 총 5개 집단으로 분류되었다.

### 1980년대
맥킨지(McKinsey)의 컨설턴트 줄리엔필립스(Julien Phillips)는 1982년에 첫 번째로 변화관리모델을 Human Resource Management 저널에 발표했다. 로버트 마샥(Robert Marshak)은 리엔지니어링(사업 과정을 혁신적으로 재설계하고 그것을 고유 기능이 무시된 혼성팀이 수행하도록 하는 경영 전략) 서비스 조직을 변화관리 서비스라고 1980년대에 이름 붙였다.

### 1990년대
1994년 다일 코너(Daryl Conner)는 Conner Partners를 설립, 1993년에 《Managing at the Speed of Change》란 책을 썼다. Conner Partners는 그 당시 회사가 기술혁신을 가장 완벽하게 흡수하고 채택하는 것을 확실히 하는 것을 돕기 위해서라면 인간의 행동과 채택기술을 이해해야 했기 때문에 80년대와 90년대에 걸쳐서 큰 경영 컨설턴트사들에 많은 영향을 끼쳤다.

### 2000년대
《Beyond change Management》 의 저자 린다 어케먼 안데르손 (Linda Ackerman Anderson)은 인간 측면에서의 변화에 대한 책임을 규명하기 위해 ‘변화리더’라는 역할을 지정했다. ‘변화관리 산업의 상태’가 1995년 2월 컨설턴트 뉴스에 처음 보도되었다.

### 2010년대
2010년, Uniforte 유한책임회사 경영감독 크리스틴 딘(Christin Dean)은 그녀의 책 《RIMER Managing Successful Change》에 근거하여 호주 국제 조직변화관리 수료증의 발판이 된 조직과 사회의 변화관리에 대한 호주기준 직무능력표준을 썼다.

## 변화관리 모델

### 존 코터(Kotter, J. P.)의 변화관리 8단계 모델
하버드대학교 경영대학원 석좌교수인 존 코터(Kotter, J. P.)가 주장한 모델이다. 코터는 6~8년여 동안 조직의 변화관리를 수행하여 실패하거나 성공한 100여개 회사들을 집중 분석해서 변화에서 성공한 8가지 원인을 규명하였다. 이를 바탕으로 코터는 성공적인 조직변화를 위한 실행기법을 8단계로 체계화하여 각 단계별 시행오류와 함께 다음과 같이 제시하였다.
[1단계] 긴박감 조성
변화 프로그램에서 긴장감을 조성하는 첫 번째 단계는 매우 중요하다. 동기부여가 없다면 구성원들이 참여도가 낮고 변화관리에 실패할 수 있다. 기업의 50%이상이 1단계에서 실패한다. 그러므로 현재의 상황을 정확히 전달하고 위협과 도전을 전 종업원들에게 전달하고 참여토록 하여야 한다. 동기 부여가 없다면 구성원들의 참여도 저하를 유발할 수 있다. 따라서 사전에 철저한 준비를 통하여 변화를 추진하여야 한다.
[2단계] 강력한 변화 추진 구심체 구축
강력한 추진 구심체를 갖추지 못한 변화의 노력은 단기간의 가시적인 진전을 보일 있지만, 변화에 대한 저항 세력이 결집되면, 개혁은 바로 중단되고 만다, 변화의 구심체는 정상적인 조직 내의 조직체가 아닌 특별조직을 구성하는 것이 일반적이어서 경영진이 추구하고자 하는 변화에 대한 단결과 결집의 구심체가 될 수 있다.
[3단계] 비전의 창조
비전은 기업의 조직이 향후 나가야할 방향을 명확히 정해주는 역할을 한다. 초기의 비전은 경영자들의 주관적 견해로 인해 다소 명확하지 않지만 변화에 참여하고자 하는 조직에서 경영자의 의지를 합하고 정리하고 개발하면 새로운 명확한 비전을 제시할 수 있다.
변화에 실패한 경우 보편적으로 개혁의 절차, 방법 등은 상세히 구성되어 있으나 기업의 비전이 결여된 경우가 많다. 따라서 비전은 종업원을 결집 시킬 수 있는 간결한 문장이 필요하다.
[4단계] 비전의 전달
일부 직원들은 새로운 변화에 도전을 하지 않으려 저항할 수 있다. 따라서 변화를 하고 개혁을 추진하려면 기업의 비전이 전체 종업원에게 전달되어야 한다. 이를 위해서는 비전의 전달과 확산으로 공동체를 구축하여야 한다. 변화에 성공한 기업의 인원들은 비전을 전달하기 위해 기존의 모든 의사소통 채널을 활용한다.
의사소통은 말과 행동에 의해 이루어지는데 행동은 가장 강력한 의사소통의 수단이다. 핵심인물들의 말과 행동의 불일치 보다 더 크게 변화를 저해하는 요소는 없다. 만약 경영진이 비전을 선포하고 선포한 비전과 반대되는 행동을 한다면, 종업원들의 조직문화는 냉소주의에 빠지고 신뢰도는 떨어지게 될 가능성이 있다.
[5단계] 구성원에 대한 임파워먼트
성공적인 개혁에는 프로세스가 진행되면서 많은 사람들이 참여하게 된다. 구성원들은 새로운 시도, 새로운 아이디어의 개발, 새로운 리더십 등에 자극을 받게 된다. 유일한 제약 요인은 구성원들의 행동이 정립된 비전에 부합해야 한다는 점이다. 보다 많은 사람들이 참여할수록 우수한 결과가 나온다.
개혁의 초반단계에서 이에 따른 저항은 반드시 수반되며, 성공적인 개혁의 수행을 위해서는 저항을 제거하는 과정이 필요하다. 만일 일부 구성원들의 행동이 조직의 정립된 비전에 부합하지 않는다면, 그들의 행동을 새로운 비전과 일치하는 방향으로 교육해야 개혁의 성공 가능성을 높일 수 있다.
[6단계] 계획 수립 및 실현
변화를 이루기 위해서는 오랜 시간이 필요하며, 변화를 위한 노력은 성취할만한 단기목표가 없으면 추진력을 잃게 될 수도 있다. 대부분의 구성원들은 1~2년 내에 변화 노력의 결과가 가시화되지 않으면 변화의 대열에서 떨어져 나간다. 단기적인 성과가 없으면 많은 사람들이 변화를 쉽게 포기하거나, 변화에 저항하는 사람들이 생기게 된다. 그리므로 기업의 단기성과 요구와 관리자들과의 대립이 발생하기도 한다. 이러한 압력은 변화과정에 큰 영향을 끼친다. 대규모 변화에 오랜 시간이 걸린다고 사람들이 생각하게 되면 긴장의 수준이 떨어진다. 따라서 단기성과를 실현하기 위한 노력은 긴장감을 높여주고, 비전을 명확히 실현할 수 있는 세밀한 분석적 사고를 가지게 한다.
[7단계] 달성된 성과 향상의 통합과 후속 변화의 창출
조직의 문제점들 중 대부분은 변화과정의 초기에 드러난다. 위기감의 강도가 적절하지 못하거나 추진구심체가 충분한 힘을 가지지 못했거나, 비전이 명확하지 못한 경우가 많다. 리더들은 성공에 단기적인 성과로 형성된 신뢰를 활용해서 보다 큰 과제에 도전하며 새로운 변화의 비전과 일치하지 않는 여타 시스템과 구조를 모색해야 한다. 또한 초기보다 더욱 방대한 새로운 변화 프로그램을 도입하며, 변화 노력이 몇 달이 아니라 몇 년이라는 긴 시간을 필요로 한다는 점을 숙지하는 것이 필요하다.
[8단계] 새로운 접근방법의 제도화
마지막으로 변화는 일하는 방식이 바뀌고, 그것이 기업 내에 체화됐을 때 정착된다. 새로운 행동이 사회규범과 조직 내의 공유가치로 뿌리내리지 못하면, 변화 압력이 제거되자마자 조직은 퇴화하게 된다. 변화를 기업문화 속에 정착시키기 위해서는 새로운 접근방법·행동·태도가 성과 개선에 어떻게 도움이 됐는지를 의도적으로 사람들에게 보여주어야 하는데, 만일 사람들이 자의적으로 판단하도록 내버려 둘 경우에는 세 요소간의 관계를 부정확하게 이해하게 된다. 따라서 사람들에게 상황을 바르게 이해시키기 위해서는 체계적인 의사소통이 필요하다. 예를 들면 경영자 회의에서 성과가 향상된 요인을 토론하고, 사내 신문이나 사보 등을 통해 변화의 성과를 적극 홍보해야 한다.

### 르윈의 조직변화 3단계 모델 (Lewin’s Three-step Model)
심리학자인 르윈(Lewin, 1951)은 조직이 새로운 시스템, 과정, 구조가 도입되는 것만으로는 변화하지 않는다는 걸 알았다. 성공적인 변화는 조직 구성원들이 스스로 변화에 참여하여 조직을 앞으로 나아가게하고, 조직의 성과를 거둘 때 일어난다. 르윈은 변화란 고정된 어떤 상태에서 새로운 상태로 바뀌는 것이라고 주장했고, 그러한 세 가지 상태를 해빙, 변화, 재결빙이라고 이름 붙였다.
- 해빙(Unfreeze)

해빙(Unfreeze) 단계는 조직원들이 변화할 준비를 갖추게 하는 단계이다. 이 단계에서는 어떠한 움직임, 변화에 대한 저항성을 감지하고 목표를 정의하며 변화 하도록 사람들을 선동한다. 모든 사람들이 변화할 준비를 하게 하는 것은 어떠한 행동이 이행되기 전에 변화에 긍정적인 사람의 수가 부정적인 사람들의 수를 넘는지를 판단하기 위해 찬반양론을 가늠해 보는 것이다. 이 단계는 르윈이 ‘힘의 영역 분석(The Force Field Analysis)’이라고 부르는 것을 위한 기본적인 수단이다. 이 방법은 하나의 선을 그은 다음, 의도한 변화를 위하는 요소와, 반대하는 요소들을 나열하는 것과 같이 간단하다. 핵심은 변화를 지지하는 세력은 강화하고, 변화에 반하는 세력은 조절함으로써, 변화를 더욱 성공적으로 만드는 것이다. 변화를 지지하는 세력이 반대 세력보다 세지 못하면, 변화를 위한 동기부여가 부족하다고 말할 수 있다.
이 단계에서의 도전과제는 변화에 대한 협상을 성공적으로 이끌어 가는데 중요한 역할을 하는 유리한 조건들이 지속되도록 하는 것이다. 르윈의 모델은 변화가 저항에 직면할 것이라고 가정한다. 이는 대부분의 사람들의 기본적인 경향이 정체성과 친밀감을 부여하는 안전함과 통제할 수 있다는 느낌을 주는 환경을 추구하는 것이라는 점을 근거로 한다. 르윈의 모델은 이러한 현상을 조직의 ‘평형상태(equilibrium, homeostasis와 관련)’에 적용하는데, 이는 현 상황의 좋고 나쁨에 상관없이 대부분의 조직들은 본래 상태로 돌아가려는 욕구가 있음을 뜻한다.
- 변화(Change)

두 번째 단계는 원하는 상태에 도달하는 데에 필요한 작업들을 하는 것이다. 이 단계는 보통 약간의 혼란을 야기한다. 기존의 관습은 바뀌고, 새로운 형태의 업무, 새롭게 제정된 규정과 조직원들은 타협해야 한다. 개인은 생각, 감정, 행동 전부의 변화를 요구받게 된다. 이 시기에 조직은 일시적인 업무 효율 감소를 경험하게 된다. 이 단계는 강력한 리더십, 집중적인 대화와 참여, 그리고 변화의 정도에 따라서 지도와 훈련을 필요로 한다.
- 재결빙(Refreeze)

마지막 단계는 재 결빙이다. 이 시점의 목적은 달성된 변화 상태를 제도화하기 위해 안정성과 생산성을 창출하고, 조직원들로 하여금 지금 그들이 안전하고 익숙하다고 인지하는 환경과 재 연결되도록 하는 것이다. 접근법은 조직에 따라 다를 수도 있지만, 주로 새로운 지침을 정하고, 성과에 대한 보상, 새로운 기준을 제정하는 것을 포함한다. 마지막 단계는 변화관리자로 하여금 조직원들이 새로운 시스템을 설치하고, 테스트하고, 오류를 찾고, 평가하고 향상시킬 수 있도록 조직원들과 적극적으로 업무활동을 할 것을 요구한다. 이 단계를 제대로 완수하지 못하면 과거의 관습으로 회귀할 가능성이 높다.

### 베카드와 해리스의 변화방정식(The Beckhard and Harris Change Equation)
리처드 베카드(Richard Beckhard)는 보스턴 경영대학원에 재직하면서 조직개발론과 계획된 변화에 대한 많은 연구 성과물을 남겼으며, 루벤 해리스 (Reuben T, Harris)와 함께 ‘변화 방정식(Change Equation)’을 만들어냈다.
변화방정식은 변화경영 및 변화관리의 성공을 결정하는 요소들 사이의 관계에 대해 간단한 공식을 제시한 것으로, 데이비드 글레이처(David Glaetzer)가 ‘저항 경영 공식’이라는 이름으로 만들어 낸 창의적인 아이디어에 바탕을 두었다. 때문에 ‘글레이처 공식’이라 불리기도 하지만, 베카드와 해리스가 글레이처의 아이디어를 정교하게 다듬어서 의미를 부여하는데 성공했기 때문에 흔히 ‘변화방정식’ 혹은 ‘변화공식’ 이라고 한다.

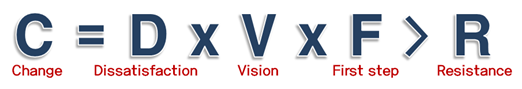
The Beckhard and Harris Change Equation

이 방정식은 계획적인 변화를 일으키는 결정적인 요소들이 무엇인지를 쉽게 간파할 수 있도록 해준다. 여기서 C는 변화(Change), D는 현재 상태에 대한 불만족 정도(Dissatisfaction), V는 도달하고자 하는 바람직한 상태를 나타내는 비전(Vision), F는 비전 달성을 위해 할 수 있는 첫 번째 확실한 조치들 (First Steps), R은 저항(Resistance to Change)을 뜻하는데 변화에 따르는 비용도 포함된다.
변화경영이 성공을 거두기 위해서는 변화가 이 공식을 충족시켜야 한다. 다시 말하면, D, V, F의 곱으로 표시되는 3가지 요소들 가운데 어느 하나가 없거나 낮은 수준으로 나타나면 변화경영은 성공할 수 없을 뿐만 아니라 변화 자체가 일어날 수 없다. 왜냐하면 R로 표시되는 변화에 대한 저항을 완벽히 억제할 수는 없기 때문이다. 3가지 요소를 조금 더 자세히 살펴보면 다음과 같다.
첫째, 조직구성원들 사이에서 현재 상태에 대한 불만족 정도가 강하지 않거나 아예 불만 자체가 존재하지 않는다면 변화는 일어날 수 없다.
둘째, 조직이 달성하고자 하는 목적인 비전이 명확하지 않거나 존재하지 않는다면 변화는 일어날 수 없다.
셋째, 실현 가능성이 낮거나 아예 없다면 변화는 일어날 수 없다.
변화 방정식은 간단하지만 매우 중요하다. 변화방정식은 조직의 문제를 해결하기 위한 직관과 통찰력을 제공한다. 또한 변화를 추진하는 사람들이나 저항하는 사람들 모두에게 스스로 문제의 본질을 정확히 파악하게 만들어 합의를 도출하는데 도움을 주며 각자가 자신의 이해관계나 고정관념을 떠나서 어떤 행동을 취해야 하는지에 대해 명쾌한 해답을 제시할 수도 있다.

## 변화관리 영역
조직의 변화는 인적요인, 전략요인, 업무요인, 기술요인의 복합적 적용으로 이루어진다. 전체적인 변화의 기반은 인적요인으로서 전략요인, 업무요인, 기술요인은 인적요인 인프라 위에서 구현된다. 인적요인은 리더십 정렬, 변화관리, 조직화된 설계, 교육 & 성취감 제공 등으로 구성되어 있다. 변화를 위해서는 조직원들의 행동변화를 시작으로 지속적인 행동의 습관화가 이루어져야 하며 행동의 습관화는 조직의 문화를 정착하는데 기여한다. 변화관리의 영역은 인적요인을 중점으로 6가지 영역으로 구분 가능하다.

### 동기
이해 당사자들에게 건전한 위기감을 부여하고 변화의 이유에 대하여 명확히 제시하여야 한다. 또한 변화에 대한 향후 비전 및 현실적인 실익이 무엇인지도 전달되어야 한다.

### 조직역량
조직역량에는 경영진의 리더십 지원역량, 변화 프로젝트를 이끌어가는 변화 프로젝트 관리자와 프로젝트 팀원들의 역량, 그리고 지속적으로 조직이 변화 프로젝트를 모니터링 하고 조율하는 기술 등을 들 수 있다.

### 변화지원 경영시스템
전략과 연계된 성과평가 매트릭스 시스템, 인사 인센티브 시스템, 프로세스 및 IT 인프라가 있다.

### 내부역학 관계
변화를 지원하는 경영 인프라를 토대로 내부 역학관계에는 변화 후에 누가 새로운 업무의 실무자 및 주관 부서가 될 것인가 하는 내부 역할 변화가 존재한다. 이 과정에서는 리더십 지원과 관련된 이해당사자 간의 협조체계 및 변화지원이 주요 요소이다.

### 지식
지식 영역에서는 명확한 변화의 정의를 제시하고, 변화가 각 조직원들에게 미칠 영향과 이를 극복하기 위한 필요한 기능 파악에 초점이 맞추어진다. 또한 새로운 기술의 습득 방법 및 변화를 지속하도록 하는 교육훈련 프로그램 개발이 주요한 과제이다.

### 개인성향
개인성향의 영역에서는 사람들이 변화에 대해 어떻게 반응을 보이느냐, 쉽게 말해 긍정적인 반응을 보이는 조직원들과 부정적이고 저항적인 성향을 보이는 대다수의 조직원들이 있다는 이해에서 출발한다. 변화를 받아들이는 조직원의 감성적 반응곡선에 대한 이해와 변화추진 팀의 역할과 커뮤니케이션 메시지 전달, 조직원에 대한 개인적 지도, 그리고 저항 관리 및 동기부여 방안 등이 조직원들의 대한 성향과 관련된 영역이다. 이는 변화를 수용하는 조직원의 개인적인 성향을 변화수용 과정에서 충분한 동기부여를 이용하여 긍정적인 반응으로 유도하려는 것이다.

## 변화저항과 저항관리
일반적으로 변화를 강요하는 압력을 주는 요소들이 있는가 하면, 기존의 것을 고수하려는 요소들이 있다. 이 때, 변화에 대한 저항이란 조직의 인위적, 물리적 변화에 수반되는 압력에 대항하는 성향을 의미한다. 춰우 라(Chaw la, 2004)와 켈로우 에이(Kellow ay, 2004)는 변화에 대한 저항을 조직변화의 목표를 저해하는 태도 또는 행동의 고수(adherence)로 파악하였다. 즉, 저항은 어떤 대상이나 변화에 대한 반항적인 태도, 행위 자체로 정의할 수 있다. 다우슨 (Dawson,1994)은 저항을 변화를 요구하는 압력에서 이전 상태를 유지하고 변화를 수용하지 않으려는 태도로 정의하였다. 또한, 저항은 현재 상태의 안정과 유지를 바라는 힘이라고 할 수 있으며 저항 형성에 영향을 미치는 많은 요인들의 상호작용에 의한 결과이다. 조직변화에 대한 구성원의 저항이란 변화에 대해 거부, 반발하는 조직 구성원의 부정적인 성향을 일컫는다. 대부분의 조직은 변화를 계획하고 실천하는 과정에서 저항에 부딪힌다. 이러한 변화를 거부하는 요소가 발생하는 것은 변화 과정에서 필연적인 반작용일 수 있다. 특히, 변화추진 과정에서 발생하는 저항은 예상치 못한 지연 활동이나 비용을 동반하게 되고 변화 과정의 불안정한 상태를 야기 시키는 구성원의 대응행동으로 나타날 수 있다. 즉, 조직변화에 대한 저항은 어느 특정 단계에서만 일어나는 것이 아니라 변화의 전 과정에서 나타난다. 따라서 저항은 변화 과정에서 반드시 고려되어야 하는 요소로, 그 본질과 개념을 명확히 파악해야 한다.

### 심리적 저항
조직변화에 대한 저항은 구성원들에게 좌절감을 안겨주고, 바람직하지 않은 행동을 초래하는 원인으로써 심리적 측면에서 인식되었다. 저항에 관한 심리적 요소는 변화에 대한 느낌(화, 불안, 좌절감)을 일컬으며, 애글리(Eagly, 1998)와 차이켄(Chaiken, 1998) 은 심리적 저항을 ‘조직변화 및 이와 관련된 것들에 대해 경험하는 느낌, 분위기, 정서 및 교감 활동’으로 정의하였다.

### 행동적 저항
행동적 측면은 변화에 대한 행동 또는 행동하려는 의향(변화에 대해 불평하기, 다른 사람들에게 변화가 부적절하다고 설득하기)을 나타낸다. 코치(Coch)와 프렌치 (French, 1948)의 고전 연구에서도 직무와 작업 방식에 있어서 변화에 대한 구성원의 바람직한 행동(생산율 표준에 따르는 행동)에 중점을 두었고, 구성원의 참여가 저항을 감소시키는지 여부를 연구하였다. 연구결과, 저항이 바람직하지 않은 행동 또는 공격성을 포함할 수 있다는 것이 밝혀졌다. 브로워(Brower, 1995)와 아볼라피아(Abolafia, 1995)는 특정한 행동 양식, 의도적인 행동, 무시 등으로 행동적 저항을 정의하였으며, 권위를 기만하려는 의지가 변화에 대한 저항을 구성한다고 주장하였다. 즉, 새로운 조직변화를 접하는 조직원은 새로운 조건에 반응하는 것이기 때문에 행동적 측면은 ‘과거 행동’보다는 ‘의도’를 나타내는 경향이 있다. 이러한 행동적 저항은 항의, 사직, 태업 등과 같이 구성원의 행위적 측면으로 나타난다.

### 저항요소와 저항 행동 유형
- 혼란

조직구성원들의 변화에 대한 저항 요소로 ‘혼란’이 있다. 이에 대한 현상으로는 변화주도자는 변화에 긍정적이고 적극적인 태도를 보이나, 변화대상은 위협을 느끼는 것이 있다. 저항 행동유형으로는 혁신 주도자와의 갈등, 타인 비방 등이 있다.
- 불확실성

조직구성원들의 변화에 대한 저항요소에는 ‘불확실성이’ 있다. 이에 대한 현상으로는 구성원들이 변화 후의 모습에 대해 확신을 갖지 못하고 현실에 안주하는 경향이 나타난다. 대표적인 저항 행동유형으로는 사업현안과제에 대한 위협회피현상, ‘돌다리도 두들겨 건너라’는 완벽주의와 변화에 대한 늦은 의사결정이 있다.
- 당혹감

조직 구성원들의 변화에 대한 저항요소에는 ‘당혹감’이 있다. 이에 대한 현상은 미래변화에 대한 준비 부족에서 생기는 당혹감이다. 당혹감의 저항 행동유형으로는 시간 끌기, 피상적 이해에 따른 총론(叢論) 찬성, 각론(各論) 반대가 있다.
- 자신감 결여

조직 구성원들의 변화에 대한 저항요소에는 ‘자신감 결여’가 있다. 이에 대한 현상으로는 조직 구성원의 새로운 업무방식에 적응하는 것에 대한 두려움이 있다. 자신감결여의 저항 행동유형으로는 소극적인 행동이 있다.
- 권력 게임

조직구성원들의 변화에 대한 저항요소에는 ‘권력 게임’이 있다. 이에 대한 현상으로는 새로운 변화 후 변화로부터 긍정적인 결과를 거둔 승자와 그렇지 못한 패자가 생기면 권력 이동이 수반된다는 것이 있다. 권력게임의 저항 행동유형으로는 조직 내 갈등구조가 생성된다는 점이 있다.
- 기득권 상실

조직구성원들의 변화에 대한 저항요소에는 ‘기득권 상실’이 있다. 이에 대한 현상은 새로운 변화로 과거 기득권을 상실하는 것이다. 기득권 상실의 저항 행동유형으로는 자기 방어, 집단 이기주의가 있다.

### 저항의 원인과 극복방안
저항의 원인은 크게 권한/권력차원(이해관계차원), 인식적 차원, 문화적 차원, 감정적 차원, 환경적 차원 5가지로 나뉜다.
- 권한/권력차원(이해관계차원)

저항원인으로 ‘권한/권력차원(이해관계차원)’원인이 있다. 이 원인의 대표적인 예는 권력의 변화와 이동, 통재부재로 인한 혼란. 오너십(ownership)의 부족으로 인한 방관, 변화에 대한 대가의 부족, 부담의 증가(시간, 돈, 에너지)가 있을 수 있다. ‘권한/권력차원(이해관계차원)’을 원인으로 하는 저항의 극복방안은 조직 내 권력의 역학관계를 적절히 조정, 변화과도기를 체계적으로 관리하고 참여를 유도, 변화의 성과를 공유, 변화과정에서의 부담감소(시간, 돈, 에너지) 유도가 있다.
- 인식적 차원

저항원인으로 ‘인식적 차원’의 원인이 있다. 이는 변화가 추진되고 있다는 것을 인식하지 못하며, 변화의 요인이나 영향을 알지 못하고, 변화에 대한 필요성도 느끼지 못하는 경우이다. 변화에 대해 무관심하게 대응을 하는 조직원들의 변화에 대한 인지부족이나, 또 한편으로는 변화를 주도하는 변화관리자의 운영미숙으로 인해 혼선이 야기되는 경우 발생하는 저항이다. 이 원인의 대표적인 예는 미지의 상태에 대한 불안, 변화성과에 대한 이견, 부정적인 고정관념, 정보 부족이 있다. ‘인식적 차원’을 원인으로 하는 저항의 극복방안은 미래방향에 일치하는 건설적 행동을 적극 장려, 정확한 정보공유와 분석을 통한 성과 점검, 변화목표를 사실대로 공표, 변화 필요성강조, 위기의식 고취, 정확하고 충분한 정보제공이 있다.
- 문화적 차원

저항의 원인으로 ‘문화적 차원’의 원인이 있다. 이 원인의 대표적인 예는 터부(특정 집단에서 어떤 말이나 행동을 금하거나 꺼리는 것), 전통과 타성, 엄격한 방식으로 인한 권태, 반대를 위한 반대(최선의 결론을 위한 것을 목적으로 하는 게 아닌, 그저 어떤 것에 대해 발목 잡고 백지화 시키는 것)가 있다. ‘문화적 차원’의 저항원인을 극복하기 위한 방안은 터부를 과감히 제거, 바뀔 것과 존중할 것을 명확히 구분, 지나치게 엄격한 방식이 아닌 즐거운 변화 방법을 강구, 최선의 결론을 위한 변화에 서로 동참하는 것이 있다.
- 감정적 차원

저항의 원인으로 ‘감정적 차원’의 원인이 있다. 이 원인의 대표적인 예는 선악에 대한 흑백논리, 변화주도자들의 우월감, 실패에 대한 두려움, 실패에 대한 질책, 변화적응력부족, 자원 동원력 부족, 급격하고 전체적인 변화, 변화에 대한 고독이 있을 수 있다. ‘감정적 차원’의 저항원인을 극복하기 위한 방안은 과거 상황을 인정하고 새로운 환경변화를 강조하는 것, 주도자들과 변화대상간의 눈높이대화, 실패를 하더라도 더 나은 능력향상을 위해 독려, 개인의 변화 탄력성 향상과 변화를 지원, 급격한 변화가 아닌 작고 쉬운 변화를 통한 성공경험의 조기 축적 또는 점진적 변화, 등이 있다.
- 환경적 차원

저항의 원인으로 ‘환경적 차원’이 있다. 이 원인의 대표적인 예는 변화에 대한 지원 부족, 규정의 부적합, 극단적인 조직구조를 예로 들 수 있다. ‘환경적 차원’의 저항원인을 극복하기 위한 방안은 조직 후원 자각에 근거하여 충분한 지원을 해주는 것, 규정에 부합하고 사전에 규정을 개정하는 것, 중간형태의 중앙 집중화 조직 구조(중용의 도)를 만들어 나가는 것이 있다.

## 변화관리 성공요소
성공적인 변화는 최고 경영진이 속한 조직의 최상위 부서에서 시작되어 기업 전체로 확산된다. 빠르고 대대적인 변화에 대응할 수 있는 능력이야말로 기업문화에 주입해야할 필수 덕목이므로 성공적인 변화를 위해서 최고 경영진의 후원과 중간 관리자에게 권한 부여가 필요하다.

### 리더십
리더십이란 실제 참여하고 관리하는 것을 뜻한다. 조직의 최고 실권자가 변화를 주도하는 것이 가장 효과적이며, 이런 강력한 리더십으로써 저항이나 장애 요인을 극복할 수 있다. 리더는 현재 진행 중인 혁신 프로그램에 정통해야하며 업무를 지시할 때 현재의 혁신과제와 진행 업무를 일치시키도록 해야 한다. 혁신과 일상 업무를 따로 지시하면 사원들은 이중의 고생을 하게 되고 형식적인 혁신에서 그치게 될 수 밖에 없다.

### 모든 계층에 변화주도자 배치
조직원들이 변화에 실제로 참여하고 관리하는 것을 말하는 것으로, 조직의 최고 경영진이 변화 주도자 역할을 하는 것이 가장 효과적이라 할 수 있다. 최고 경영진뿐만 아니라 중간 관리자 또한 변화 주도자 역할을 수행할 수 있는데, 중간관리자는 모든 기업 수준에서 변화에 대한 사고방식을 조성할 책임을 맡기 때문에 일선에서 중요한 차별화 요인으로 작용한다. 변화관리의 전략을 수립하는 건 최고 경영진이지만, 그 절차를 용이하게 만드는 것은 중간관리자이다.
변화 속도와 규모가 갈수록 증가하는 가운데 변화관리에 따른 물적·심적 문제점이 발생한다. 최고 경영자는 고도로 숙련된 변화전문가를 배치해서 변화에 따른 문제점을 해결해 나가야하며, 변화전문가는 조직의 변화 활동을 성공적으로 이행하고 다른 변화 관련 직책을 지원하는데 필요한 핵심 활동, 개인적 계발 계획을 세워야한다.

### 명확성
변화 관리에 따른 이득, 변화관리 활동, 변화관리 비용, 변화 전문가 역할 등이 명확하지 않을 때, 조직원들의 저항이 나타날 수 있다. 이를 해결하기 위해선 변화로 인해 발생하는 이익을 직원들에게 충분히 인지시키고 변화관리의 궁극적인 비전을 제시해 주어야 한다. 또한 변화관리의 성공기준을 합의해서 결정하고 그 기준에 따라 성과를 측정해야한다. 더 나아가 성공 기준을 보완하고 현재 진행되고 있는 변화관리 과정을 지속적으로 보여줌으로써 과업달성의 현 위치를 알려주며, 변화과정에 대한 구체적인 방향을 제시해 주어야 한다.

### 직원의 참여
변화가 진행되는 동안 꾸준히 직원의 참여를 유도해야 한다. 변화관리 성공의 핵심요소 중 하나는 직원들의 제안을 듣고 고려해서 조치를 취하는 것이다. 그렇기 때문에 상의하달 식 커뮤니케이션을 지양하고, 다양하고 효과적인 커뮤니케이션 채널을 활용하여 모든 계층에서 소통이 자유롭게 이뤄질 수 있도록 하며, 더 나아가 새로운 커뮤니케이션을 바탕으로 조직 전체의 협업을 추구해야한다.

### 교육실시
성공적인 변화관리를 위해 교육은 필수다. 직접 시범을 보이고 가르쳐야 효과적인 변화관리를 추진할 수 있는 것이다.
- 변화관리 추진요원 교육

새로운 혁신을 시작하기 위해서는 제일 먼저 혁신담당 부서원들을 대상으로 변화관리 교육을 해야 한다. 교육내용에는 혁신의 틀, 변화관리 방법, S/W 및 진행스케줄 등이 필요한 사항이다.
- 경영자 교육

경영자 교육 내용은 혁신의 주요내용, 경영자가 해야 할 임무와 리더십에 관한 것 등이다. 새로운 혁신 프로그램이 실시되면 새로운 프로그램에 대한 오리엔테이션도 같이 수행되어야 한다.
- 관리자 교육

사원들과 가장 많이 접촉하고 영향력을 행사하는 계층은 관리자이다. 관리자는 사원을 가르치고 프로젝트를 실행하고 그 결과를 결정하는 계층이기 때문에 관리자에게는 혁신의 방법을 정확하고 상세하게 교육시켜야한다. 또한 회사의 표준 교안을 바탕으로 스스로 사원들을 교육할 수 있는 교안을 만들어 변화에 대한 실무적인 지식을 전달 할 수 있도록 해야 한다.
- 사원 교육

가장 많은 계층이기 때문에 사원 교육은 지속적으로 실시해야한다. 내용은 경영혁신 틀의 이해, S/W 및 자신들의 업무가 어떻게 변화할 것인가, 또한 자신들의 행동이 어떻게 달라져야 하며 이러한 변화를 위하여 무엇을 해야 하는지에 대한 구체적인 행동 방법 등이다.

## 변화관리 효과

### 조직의 발전과 쇠퇴
세계화와 기술혁신이 거듭 될수록 새로운 사업 환경이 발생하며 이러한 변화에 대한 요구가 증가함에 따라 지금은 변화관리가 필요한 시점이다. 이때 가장 빠르게 변화를 채택한 조직은 경쟁력을 얻게 되어 이익을 취할 수 있지만, 변화를 거절한 조직은 남겨진 이익을 갖거나 혹은 이익의 감소로 인해 위기에 직면하게 된다.

### 변화의 적응도 제고
경영 혁신의 성과는 쉽게 얻어지는 것이 아니다. 혁신으로 인한 충격은 어떤 형태로든 성과 저하로 나타날 수 있다. 일반적인 성과 저하는 적응을 위한 시행착오 때문에 나타날 수 있으며 변화 의지를 수반하는 경우에도 성과 저하는 일시적이나마 예상될 수 있다. 적극적 변화마인드가 없을 경우, 조직원들은 수동적인 입장이 되어 변화에 보다 많은 시간이 소요된다. 또한 변화의 취지를 이해하지 못하거나 동감하지 못하는 경우에도 변화의 속도는 낮아질 수밖에 없다. 즉, 혁신으로 인한 충격의 조기 극복, 성과 저하의 복구와 성과 향상의 실현을 위해서는 철저한 변화 관리를 통한 변화 적응도를 제고할 필요가 있다.

### 추후 변화 적응비용 절감
새로운 자원을 확보하고 새로운 방법과 도구를 도입하며 변화에 대한 훈련과 교육을 하는 데에 많은 비용이 소요된다. 하지만 이 비용은 효과적인 변화관리의 장애 요인을 해소하는데 도움이 된다. 가령, 변화전문가를 고용하는데 비용을 소요했다면, 이 비용을 통해 변화에 따른 직원의 심적 문제(변화에 대한 저항감)를 개인의 역량과 기술 계발의 기회로 탈바꿈시켜줌으로써 추후 별도의 직원교육이 필요 없게 된다. 이는 결과적으로 조직의 변화 적응비용을 절감할 수 있고, 직원의 초기 심적 문제를 해결하여 변화에 적응해 나갈 수 있게끔 만든다.

## 같이 보기
- 업무 재설계
- 인적자원관리
- 조직 문화
- 조직 구조
- 경영전략론